# Libona, Bukidnon
Libona là một đô thị hạng 3 ở tỉnh Bukidnon, Philippines. Theo điều tra dân số năm 2000 của Philipin, đô thị này có dân số 33.273 người trong 6.389 hộ.

## Các đơn vị hành chính
Libona được chia thành 14 barangay.
- Capihan
- Crossing
- Gango
- Kiliog
- Kinawe
- Laturan
- Maambong
- Nangka
- Palabucan
- Poblacion
- Pongol
- San Jose
- Santa Fe
- Sil-ipon